# Sebastian Nerz

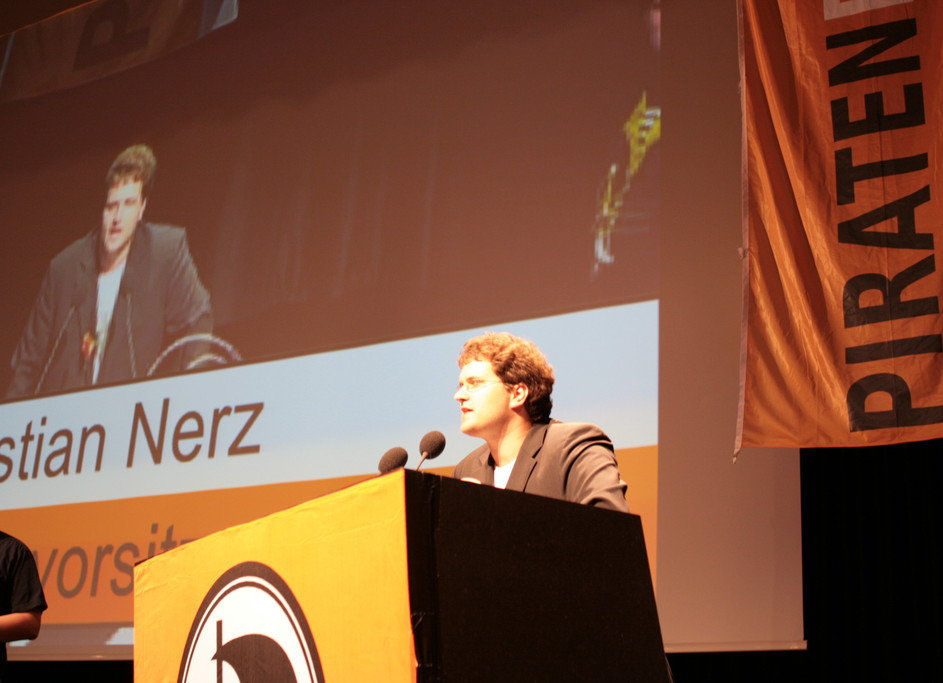
Sebastian Nerz

Sebastian Matthias Nerz (Reutlingen, Baden-Württemberg, 13 de juliol de 1983) és un polític alemany líder del Partit Pirata d'Alemanya (PIRATEN) des de maig del 2011. Estudia bioinformàtica a la Universitat de Tubinga.